# Associação Desportiva Portomosense
El AD Portomosense es un equipo de fútbol portugués de la región de Leiría, que milita actualmente en la Tercera División de Portugal.

## Historia
Fue fundado en el año 1974 en la ciudad de Porto de Mós en el distrito de Leiría. En su historia ha militado principalmente en el Campeonato Nacional de Seniores y en la Tercera División de Portugal de la cual ha sido campeón en una ocasión. También ha logrado alzarse con el título de la Taça AF Leiria en dos oportunidades además de coronarse campeón de la AF Leiria Supertaça por dos veces, una de ellas enfrentando el União Desportiva de Leiria. El club cuenta también con secciones de fútbol sala, balonmano y baloncesto.